# جاناتان سسما
جاناتان سسما (انگلیسی: Jonathan Sesma؛ زادهٔ ۱۴ نوامبر ۱۹۷۸) بازیکن فوتبال اهل اسپانیا است.
از باشگاه‌هایی که در آن بازی کرده‌است می‌توان به باشگاه فوتبال اوئسکا، باشگاه فوتبال رئال وایادولید، باشگاه فوتبال کوردوبا، باشگاه فوتبال آستراس تریپولی، و باشگاه فوتبال کادیس اشاره کرد.